# AIDAcara
Le MS AIDAcara est un navire de croisière ayant appartenu à la société allemande Aida Cruises du groupe Carnival corporation & PLC. En 2021 il a été revendu à une compagnie russe et renommé Astoria Grande.